# 方开泰
方开泰 （1940年—），男，江苏泰县人，中国数学家和统计学家，在发展多变量分析领域重大贡献，将古典的多元正态分布延展到椭圆分布。除此之外在试验设计领域也有贡献。

## 生平
1940年出生在江苏泰州，江苏省扬州中学毕业后，1957年考入北京大学数力系。1963年毕业后考进中国科学院作许宝騄的研究生，1965年作为博士后被分派至鞍山钢铁集团给工程师讲解课程以研究非线性回归，之后因为文化大革命暂停学业，派遣到农村劳动。1972年他和同事将试验设计改良后的成果应用在青岛啤酒上。1978年文革结束后被任命为助理研究员和助理教授。1980年成为中国科学院研究员。1986年成为正式教授。

## 荣誉
和王元共同设计的"均匀试验设计的理论、方法及其应用"获得2008年度国家自然科学奖二等奖。